# Centralia (Kansas)
Centralia es una ciudad ubicada en el condado de Nemaha en el estado estadounidense de Kansas. En el año 2010 tenía una población de 512 habitantes y una densidad poblacional de 426,67 personas por km².

## Geografía
Centralia se encuentra ubicada en las coordenadas 39°43′27″N 96°7′52″O / 39.72417, -96.13111 (39.724032, -96.131079).

## Demografía
Según la Oficina del Censo en 2000 los ingresos medios por hogar en la localidad eran de $22,240 y los ingresos medios por familia eran $32,625. Los hombres tenían unos ingresos medios de $22,500 frente a los $16,591 para las mujeres. La renta per cápita para la localidad era de $14,813. Alrededor del 14.5% de la población estaban por debajo del umbral de pobreza.